# Content manager
Il Content manager è una figura professionale chiave nel settore del digital marketing. Si occupa di gestire la produzione e distribuzione dei contenuti nell'ambito di una strategia di content marketing per uno specifico brand, attraverso le diverse piattaforme (siti web e social media) e i diversi formati (testi, immagini, video, audio).

## Le competenze del Content manager
Nei primi anni di Internet la figura del Content manager era associata a quella del webmaster e all'attività di programmazione e realizzazione grafica di un sito web. Oggi, invece, ha un ruolo ben preciso: si occupa di coordinare le attività di copywriter, editor delle creatività, videomaker e web designer; si assicura che i contenuti siano strutturati per essere semplici da trovare, intuitivi da fruire e in linea con gli interessi e le esigenze del pubblico di riferimento.
Un Content manager possiede una visione d'insieme delle piattaforme e dei contenuti web, sia dal punto di vista strategico che operativo.
Con lo sviluppo crescente dell'Intelligenza artificiale, il Content manager del futuro dovrà essere in grado di trasformare i dati raccolti dai tool di Content Intelligence in azioni concrete che migliorino la strategia delle aziende e valorizzino al massimo i contenuti.